# Vox (canal de televisão)
Vox é um canal de televisão escandinavo que concentra suas emissões no mercado norueguês. O canal iniciou suas transmissões em 23 de janeiro|23 de janeiro de 2012. É um canal irmão do TVNorge. Sua programação é voltada a adultos com mais de 30 anos. O canal exibe série criminais, talk shows, programas de humor, e filmes. No primeiro trimestre de 2012 tinha uma quota de mercado de 0,7%.

## História
Semanas antes do lançamento do canal, a TVNorge foi acionada legalmente devida a utilização do nome já utilizado pelo canal alemão Vox Television, de propriedade da RTL. Em 20 de janeiro de 2012, foi autorizada a manter o nome do canal. O tribunal concluiu que o uso do nome Vox, dirigido à população da Noruega, não traria prejuízos para o Vox alemão.
Desde seu lançamento, está disponível em todos os principais distribuidores de televisão no Reino Unido devido à substituição do canal The Voice TV Norge pelo Vox. The Voice TV Norge continuou suas transmissões apenas pela internet.
Em 23 de janeiro de 2012 às 20 horas houve a primeira transmissão do canal com o filme The Curious Case of Benjamin Button.